# Liste der Baudenkmäler in Nußdorf am Inn
Auf dieser Seite sind die Baudenkmäler in der oberbayerischen Gemeinde Nußdorf am Inn zusammengestellt. Diese Tabelle ist eine Teilliste der Liste der Baudenkmäler in Bayern. Grundlage ist die Bayerische Denkmalliste, die auf Basis des Bayerischen Denkmalschutzgesetzes vom 1. Oktober 1973 erstmals erstellt wurde und seither durch das Bayerische Landesamt für Denkmalpflege geführt wird. Die folgenden Angaben ersetzen nicht die rechtsverbindliche Auskunft der Denkmalschutzbehörde.

## Ensembles

### Ensemble Ortskern Nußdorf am Inn

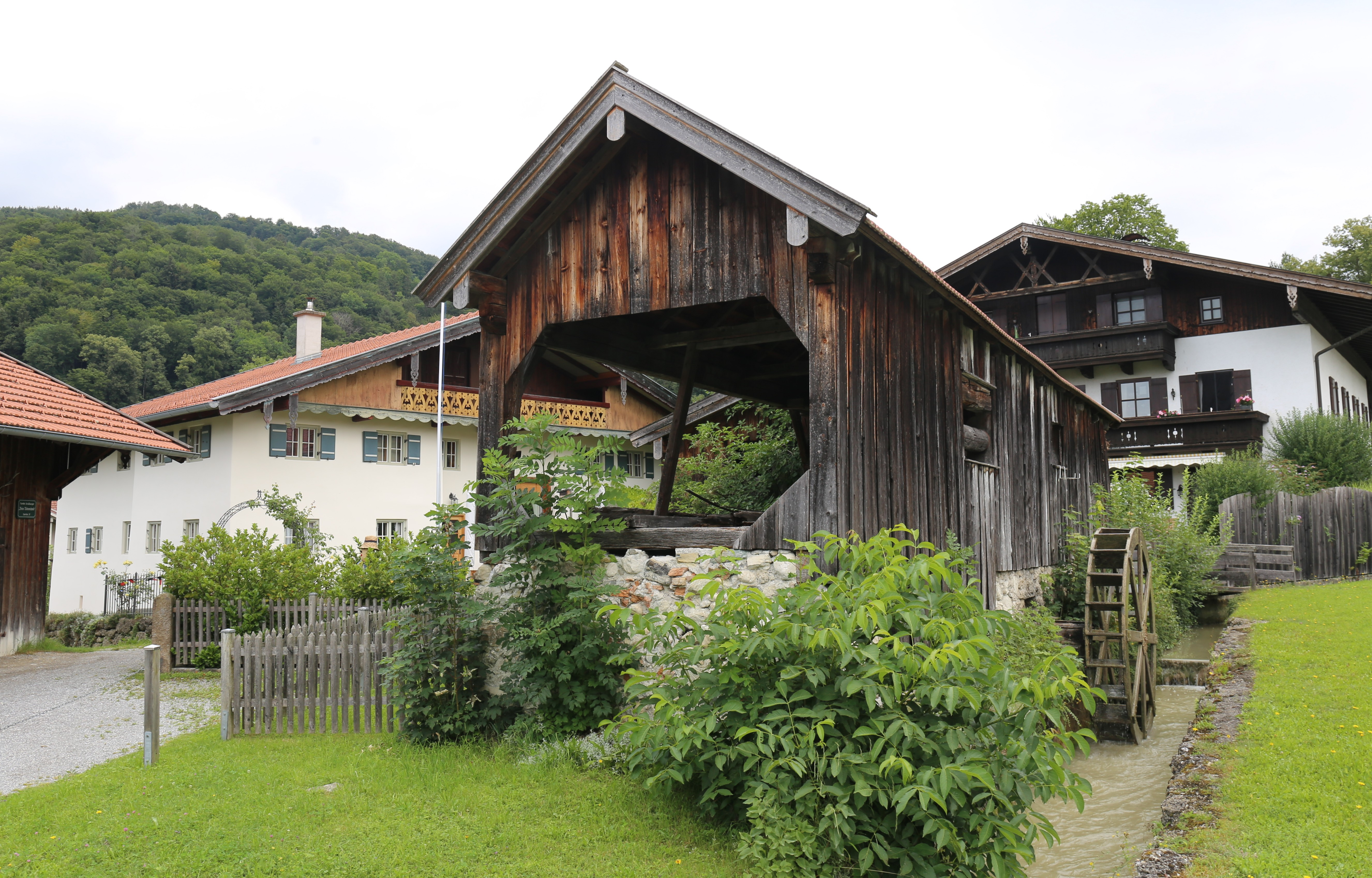
Dorfstraße 16, Sägewerk

Das Ensemble umfasst die Bebauung zu beiden Seiten des Nußdorfer Mühlbachs. Dieser Wasserlauf, der künstlich von Osten aus dem Steinbachgraben zum Ortskern des alten Inntaler Dorfes bei der Pfarrkirche St. Vitus herangeführt wurde, betrieb seit dem 16./17. Jahrhundert, vielleicht auch schon früher, Mühlen verschiedenster Art und wurde auch von Lederern und anderen Gewerben genutzt. Er quert die alte nordsüdliche, den Inn begleitende Durchgangsstraße und kehrt nordwestlich zum Steinbach zurück. – Die lockere Kette von Mühlen und anderen Bauten nimmt im Osten bei dem alten Mühlanwesen Zum Sagmeister ihren eindrucksvollen Anfang. Zwei altertümliche Wohnbauten des 17. und 18. Jahrhundert – wie alle anderen auch in alpenländischer Bauweise mit vorstehenden Flachsatteldächern – bilden mit dem eigentlichen Säggatter-Gebäude, einer hölzernen Anlage, einen malerischen, von Wasserschwällen belebten Hofraum. Die Säge war ursprünglich mit einer Gipsstampfe verbunden, die das in der Nähe abgebaute Gestein zerkleinerte. Bachabwärts ist der folgende Abschnitt durch unbebaute kleinere Obstgärten gekennzeichnet. Bei der Querung des Baches über die Dorfstraße befand sich jedoch bis 1920 ein weiteres Mühlanwesen, von welchem lediglich die Ölstampfe noch besteht, ein kleiner massiver Satteldachbau mit technischen, auf Wasserantrieb eingerichteten Anlagen zum Auspressen des Leinöls. Es folgt der große Komplex der als Sägmühle noch arbeitenden Obermühle, zu welcher der stattliche Bauernhof von 1779 mit dem Zuhaus und ein dreigeschossiges Mühlgebäude von 1866 gehören. In diesem Bereich ordnen sich auch Handwerkhäuser, die zum Teil als Wohnhäuser erneuert sind, und Bauernanwesen des 18./19. Jahrhundert der Dorfstraße bzw. dem Bach zu. Bei letzteren handelt es sich um Einfirsthöfe, zwei von ihnen besitzen altertümliche Getreidekästen der Zeit um 1600. – Einen baulichen Höhepunkt an der Dorfstraße setzt die spätgotische, vom ummauerten Friedhof umgebene und einer Kapelle begleitete Pfarrkirche St. Vitus. Vor ihr weitet sich der vielfach gewundene Straßenzug zu einem kleinen Platz aus, akzentuiert durch eine Dorflinde. Dieser Kernbereich des Ensembles ist durch neuere, zu hohe und zu sorglos gestaltete Wohnbebauung (Am Ring 4, Dorfstraße 2, Ostteil von Dorfstraße 3) empfindlich gestört worden, wie auch die neu errichteten oder erneuerten Bauten Dorfstraße 13 und Ölschlagweg 5 dem Straßen- und Ortsbild nur ungenügend Rechnung tragen. – Als dritte große Mühle folgt die Untermühle, eine ehemalige Malmühle, seit 1860 Sägmühle, 1894 dazu auch erstes Elektrizitätswerk im Inntal; durch ihren Stadel zeichnet sie sich besonders aus. Die platzartige Kreuzung von Hauptstraße und Bach erhält durch die Neuschmiede und das Edelmannhaus, wohl ein Herrenhaus des ehemaligen ortsansässigen Adels, besonderes Gewicht. Beide Bauten gehören dem 17. Jahrhundert an, ein Geschäftshaus und ein
Bauernanwesen des späteren 19. Jahrhunderts sowie das Schneiderwirtshaus ordnen sich ihnen zu. Beim Wirt, wo der Bach leider verrohrt ist, arbeitete ehemals eine weitere Gipsstampfe. Ein großer alter Stadel hat sich im Anwesen erhalten. Weiter westlich lockert sich die Bebauung wieder auf, in Obstgärten liegen einige Bauernhöfe, am Bach selbst ein altes Ledereranwesen. – Das Ensemble besitzt neben seinen großen malerischen Werten vor allem technik- und wirtschaftsgeschichtliche Bedeutung.
Aktennummer: E-1-87-156-1

### Ensemble Weiler Überfilzen

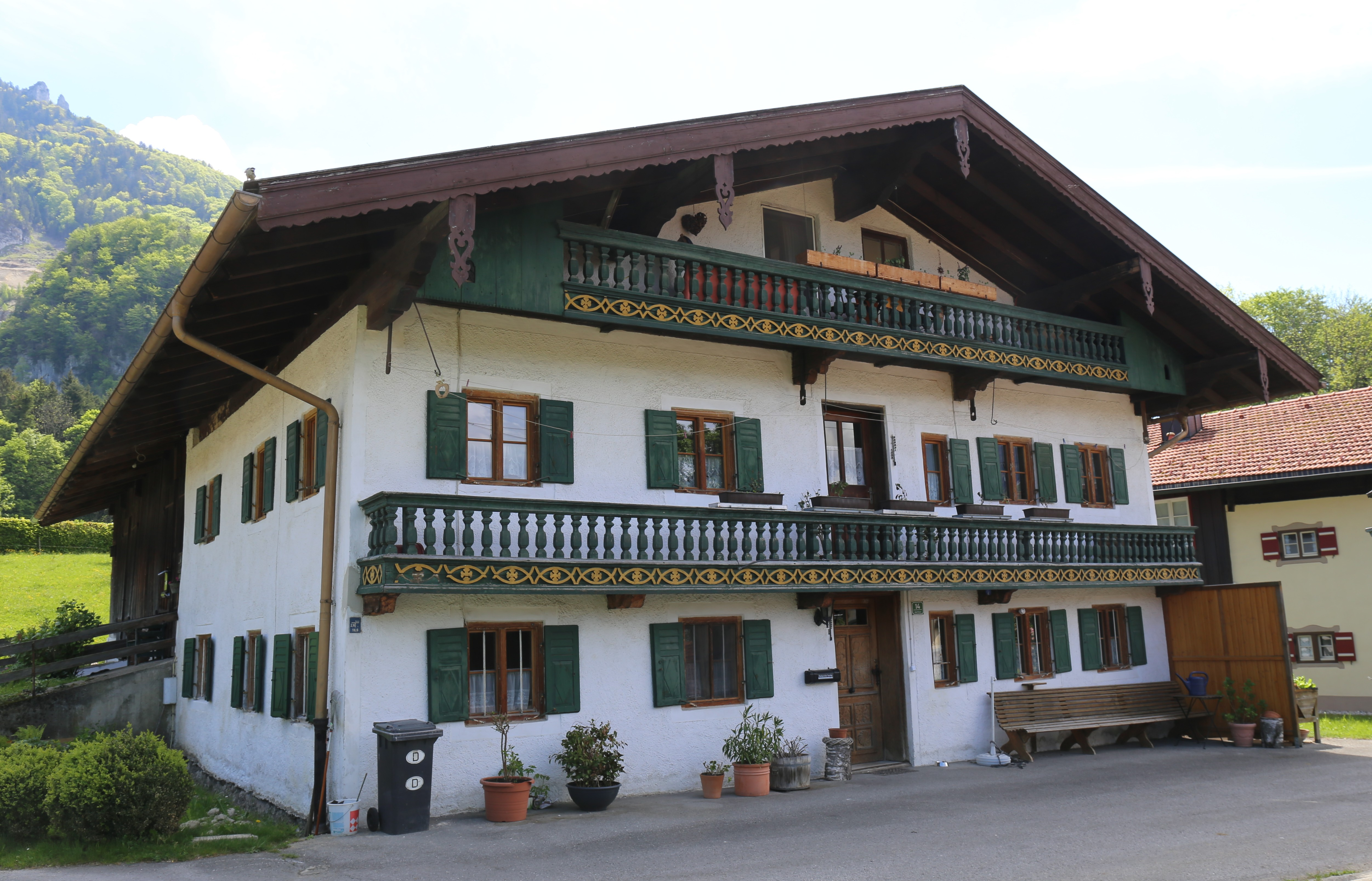
Überfilzen 14

Das Ensemble umfasst die fünf Bauernanwesen des kleinen, auf einer Niederterrasse des Inn gelegenen Weilers. Vier der Anwesen entstammen noch dem 18. Jahrhundert. Es handelt sich um Einfirstanlagen mit Giebellauben und Balkons, einen Getreidekasten und ein Zuhaus. Die Bedeutung des Ensembles liegt in der überraschend großen Zahl der auf engstem Raum erhaltenen, nach einem Brand 1743 entstandenen bäuerlichen Bauten; der von der Straße abgelegene Weiler hat sich dadurch auch ein besonders malerisches Ortsbild bewahrt.
Aktennummer: E-1-87-156-2

## Baudenkmäler nach Ortsteilen

### Nußdorf
| Lage                                 | Objekt                                          | Beschreibung | Akten-Nr.     | Bild           |
| ------------------------------------ | ----------------------------------------------- | --- | ------------- | -------------- |
| Am Ring 8 (Standort)                 | Ehemaliges Forsthaus                            | zweigeschossiger Flachsatteldachbau mit unverputztem Bruchsteinmauerwerk und Stockwerksgesims, Fenstereinfassungen in Backstein, 1843. | D-1-87-156-2  | weitere Bilder |
| Dorfstraße (Standort)                | Ehemalige Ölstampfmühle                         | kleiner eingeschossiger Satteldachbau, massiv, Mitte 19. Jahrhundert; mit technischer Ausstattung. | D-1-87-156-28 | weitere Bilder |
| Dorfstraße 1 (Standort)              | Wohnteil eines Bauernhauses                     | zweigeschossiger Flachsatteldachbau aus unverputztem Bruchsteinmauerwerk, Kniestock und giebelseitigen Balusterlauben, 1882. | D-1-87-156-5  | weitere Bilder |
| Dorfstraße 3 (Standort)              | Ehemalige Mühle (Untermühle)                    | dreigeschossiges Wohnhaus mit Flachsatteldach, Hochlaube und bäuerlichen Nazarener-Malereien, bezeichnet 1867; Stadel, weitgehend holzverschalt, mit Flachsatteldach und Balkons mit ausgesägten Brüstungen, 1867, Dach 1981 erneuert. | D-1-87-156-7  | weitere Bilder |
| Dorfstraße 4; Lindenweg 2 (Standort) | Kath. Pfarrkirche St. Vitus                     | spätgotischer, vierjochiger Saalbau mit dreiseitigem Schluss, 2. Hälfte 15. Jahrhundert, Untergeschoss des Nordturms mit Satteldach 13. Jahrhundert, um 1720/30 barockisiert, 1923 verlängert; mit Ausstattung; Teile der Friedhofsummauerung, 18./19. Jahrhundert, Torbogen und wohl südliche Teile der Ummauerung von 1923; Friedhofskapelle, Massivbau mit Krüppelwalmdach, Ende 15. Jahrhundert, modern ausgebaut als Kriegergedächtnisstätte. | D-1-87-156-4  | weitere Bilder |
| Dorfstraße 6, 9 (Standort)           | Bauernhof und ehemalige Mühle (Obermühle)       | Bauernhaus, Einfirstanlage, zweigeschossiger Massivbau mit vorstehendem Flachsatteldach und Balusterlauben, bezeichnet 1779 und 1862; Zuhaus, zweigeschossiger Flachsatteldachbau mit traufseitiger Laube, wohl 1. Hälfte 19. Jahrhundert; ehemalige Getreidemühle (Nr. 9), dreigeschossiger, teilverschalter Bruchsteinbau mit Flachsatteldach, bezeichnet 1865 und 1866.                                                                         | D-1-87-156-9  | weitere Bilder |
| Dorfstraße 8 (Standort)              | Ehemaliges Bauernhaus                           | Einfirsthof, zweigeschossiger Bau mit vorstehendem Flachsatteldach, Blockbau-Obergeschoss, dreiseitig umlaufender Laube und teilverschalter Giebellaube, im Kern wohl 18. Jahrhundert, Ausbau zum Landhaus im Inntaler Stil, 1913. | D-1-87-156-11 | weitere Bilder |
| Dorfstraße 16 (Standort)             | Sägewerk                                        | offener hölzerner Satteldachbau mit Bruchsteinsockel und Sägegatter, bezeichnet 1865. | D-1-87-156-13 | weitere Bilder |
| Dorfstraße 17 (Standort)             | Ehemaliges Bauernhaus                           | zweigeschossiger, giebelgeteilter Mittertennbau mit Flachsatteldach und Giebellaube, 2. Hälfte 18. Jahrhundert | D-1-87-156-14 | weitere Bilder |
| Entbach 2 (Standort)                 | Ehemaliges Bauernhaus                           | Einfirstanlage, zweigeschossiger Satteldachbau mit umlaufender Laube und Mantellaube, stehendem Eckerker, mit Lüftlmalerei, 1. Hälfte 19. Jh., holzverschalter Wirtschaftsteil, 1899, Ausbau zum Landhaus im Inntaler Stil, um 1920. | D-1-87-156-74 | weitere Bilder |
| Entbach 3 (Standort)                 | Ehemaliges Bauernhaus                           | Einfirstanlage, stattlicher dreigeschossiger Satteldachbau mit Laube und Mantellaube, reich gestalteter Türstock mit geschnitzter Haustür, bez. 1859, baulich verändert und Wirtschaftsteil mit Bundwerk, um 1920. | D-1-87-156-67 | weitere Bilder |
| Entbach 5 (Standort)                 | Ehemaliges Bauernhaus                           | Einfirsthof, zweigeschossiger Wohnteil mit Flachsatteldach, Blockbau-Obergeschoss, Laube und teilverschalter Giebellaube, 17./18. Jahrhundert, Wirtschaftsteil erneuert. | D-1-87-156-68 | weitere Bilder |
| Flintsbacher Straße 10 (Standort)    | Ehemalige Gipsmühle und Bauernhaus              | zweigeschossiger Massivbau mit vorstehendem Flachsatteldach, Giebellaube und Sterntür, 1828. | D-1-87-156-16 | weitere Bilder |
| Hauptstraße 10 (Standort)            | Ehemaliger Herrensitz                           | ehemaliges Herrenhaus (sogenanntes Edelmannhaus), zweigeschossiger verputzter Massivbau mit Eckrustizierungen und Flachsatteldach, um 1610; Stadel, Flachsatteldachbau mit Giebellaube und verbrettertem Obergeschoss über massivem Sockel, im Kern wohl 18. Jahrhundert | D-1-87-156-18 | weitere Bilder |
| Hauptstraße 11 (Standort)            | Ehemalige Schmiede (Neuschmid)                  | zweigeschossiger Massivbau mit Flachsatteldach, verbretterter Giebellaube, z. T. offene Rundbogenarkade im Erdgeschoss, bezeichnet 1631. | D-1-87-156-19 | weitere Bilder |
| Kranzhornweg 5 (Standort)            | Ehemaliges Bauernhaus                           | Einfirsthof, zweigeschossiger, verputzter Flachsatteldachbau mit Giebel in Blockbauweise, Fassadengliederung und biedermeierlichen Laubenbrüstungen, am Firstbaum bezeichnet 1706, 1843 erneuert, Wirtschaftsteil ausgebaut. | D-1-87-156-66 | weitere Bilder |
| Leonhardiweg 3 (Standort)            | Bauernhaus                                      | Einfirsthof, giebelseitig erschlossener Mittertennbau, zweigeschossiger Massivbau mit Flachsatteldach, Laube und teilverschalter Giebellaube, bezeichnet 1765. | D-1-87-156-23 | weitere Bilder |
| Leonhardiweg 9 (Standort)            | Kath. Filial- und Wallfahrtskirche St. Leonhard | östliche Langhausmauern des Saalbaus romanisch, Chor mit dreiseitigem Schluss um 1420, westliches Langhaus, Westturm und Sakristei Mitte 15. Jahrhundert, 1760 barockisiert; mit Ausstattung; mit Friedhofsummauerung. | D-1-87-156-24 | weitere Bilder |
| Lindenweg 1 (Standort)               | Wohnteil eines Bauernhauses                     | zweigeschossiger Flachsatteldachbau mit verschaltem Blockbau-Obergeschoss, 18. Jahrhundert, Balusterlauben spätes 19. Jahrhundert | D-1-87-156-69 | weitere Bilder |
| Lindenweg 3 (Standort)               | Bauernhaus                                      | Einfirstanlage, zweigeschossiger Satteldachbau aus unverputztem Nagelfluh mit holzverschaltem Mezzanin, stehendem Eckerker, dreiseitig umlaufender Laube und Mantellaube, Wirtschaftsteil holzverschalt, nach Plänen von Baumeister Kaspar Dandlberger, ausgeführt durch das Baugeschäft Sebastian Moser, Firstpfette bez. 1924; zugehöriger Getreidekasten in Blockbauweise, um 1600, in Stadel integriert.                                       | D-1-87-156-26 | weitere Bilder |
| Moargasse 3 (Standort)               | Bauernhaus                                      | Einfirsthof, zweigeschossiger Flachsatteldachbau mit Blockbau-Obergeschoss und zwei Giebelbalkons, 1670. | D-1-87-156-27 | weitere Bilder |
| Winkelwiesweg (Standort)             | Stadel                                          | Flachsatteldachbau mit Bruchsteinsockel und eingebautem Getreidekasten in Blockbauweise, um 1600. | D-1-87-156-31 | weitere Bilder |
| Winkelwiesweg 4 (Standort)           | Bauernhaus                                      | Einfirsthof, zweigeschossiger Massivbau mit Flachsatteldach, Kniestock, Giebellaube und zwei geschnitzten Haustüren, bezeichnet 1842. | D-1-87-156-30 | weitere Bilder |

### Bergen
| Lage                 | Objekt               | Beschreibung | Akten-Nr.     | Bild |
| -------------------- | -------------------- | --- | ------------- | ---- |
| Bergen 71 (Standort) | Bauernhaus zum Rachl | Blockbau mit Flachsatteldach, Giebellaube und spätgotischem Türstock, 1557.                                                      | D-1-87-156-32 | BW   |
| Bergen 72 (Standort) | ehemaliger Stadel    | Zugehöriger, integrierter, ehemaliger Stadel in Blockbauweise, 17. Jahrhundert., mit Kroatenkreuz und Bemalung, bezeichnet 1743. | D-1-87-156-33 | BW   |

### Buchberg
| Lage                   | Objekt     | Beschreibung | Akten-Nr.     | Bild |
| ---------------------- | ---------- | --- | ------------- | ---- |
| Buchberg 89 (Standort) | Bauernhaus | Einfirsthof, zweigeschossiger Flachsatteldachbau mit Blockbau-Obergeschoss, 18. Jahrhundert, Giebellaube und zweiseitig umlaufende Laube erneuert. | D-1-87-156-36 | BW   |
| Buchberg 89 (Standort) | Kapelle    | barocker Massivbau mit Steildach, Dreiseitschluss und Fassadenmalereien, bezeichnet 1718; mit Ausstattung.                                         | D-1-87-156-35 | BW   |

### Daffnerwaldalm
| Lage                      | Objekt | Beschreibung | Akten-Nr.     | Bild |
| ------------------------- | ------ | --- | ------------- | ---- |
| Daffnerwaldalm (Standort) | Alm    | sogenannte Daffnerwaldalm; eingeschossiger Flachsatteldachbau mit unverputztem Bruchsteinmauerwerk, wohl 1774, Dach bezeichnet 1900, Giebellaube erneuert; eingeschossiger, verputzter Massivbau mit Flachsatteldach, im Kern wohl 1849, Umbauten mit Dacherneuerung bezeichnet 1988; eingeschossiger Flachsatteldachbau, wohl verputzter Holzbau, bezeichnet 1855; eingeschossiger, verputzter Massivbau mit Satteldach, bezeichnet 1856. | D-1-87-156-73 | BW   |

### Gammern Diensthütte
| Lage                  | Objekt | Beschreibung | Akten-Nr.     | Bild |
| --------------------- | ------ | --- | ------------- | ---- |
| Stiegelalm (Standort) | Alm    | sogenannte Stiegelalm (als Siglhütte Teil der Daffnerwaldalm), eingeschossiger Bruchsteinbau mit Satteldach, 1858. | D-1-87-172-73 | BW   |

### Gritschen
| Lage                    | Objekt                      | Beschreibung | Akten-Nr.     | Bild           |
| ----------------------- | --------------------------- | --- | ------------- | -------------- |
| Gritschen 91 (Standort) | Bauernhaus                  | Einfirsthof, ehemaliger Wohnteil, zweigeschossiger Blockbau, 16./17. Jahrhundert, Satteldach im 19. Jahrhundert angehoben, Wirtschaftsteil mit Bruchsteinmauerwerk, Mitte 19. Jahrhundert | D-1-87-156-37 | Bauernhaus     |
| Gritschen 92 (Standort) | Wohnteil eines Bauernhauses | zweigeschossiger Flachsatteldachbau mit Blockbau-Obergeschoss, zweiseitig umlaufender Laube und teilverschalter Giebellaube, 1. Hälfte 18. Jahrhundert                                    | D-1-87-156-38 | BW             |
| Gritschen 95 (Standort) | Bauernhaus                  | Einfirsthof, zweigeschossiger Flachsatteldachbau mit Blockbau-Obergeschoss und teilverschalter Giebellaube, um 1720, umlaufende Laube um 1900 erneuert.                                   | D-1-87-156-39 | weitere Bilder |

### Kirchwald
| Lage                     | Objekt                                               | Beschreibung | Akten-Nr.     | Bild           |
| ------------------------ | ---------------------------------------------------- | --- | ------------- | -------------- |
| In Kirchwald (Standort)  | Wirtsstadel                                          | eingeschossiger verschalter Holzständerbau mit Schopfwalmdach, 1. Hälfte 19. Jahrhundert | D-1-87-156-72 | weitere Bilder |
| In Kirchwald (Standort)  | Wirtsstadel                                          | eingeschossiger verschalter Holzständerbau mit vorkragendem Giebel und Schopfwalmdach, 1. Hälfte 19. Jahrhundert | D-1-87-156-71 | weitere Bilder |
| Kirchwald 117 (Standort) | Kath. Filial- und Wallfahrtskirche Mariä Heimsuchung | dreijochiger Saalbau mit stark eingezogenem, halbrund geschlossenem Chor, zwei Sakristeien beidseits des Chors, hölzernem Dachreiter mit Tambour und doppelter Kuppelhaube, westlicher Vorhalle und hölzerner Außenkanzel, 1719/20 von Wolfgang Dientzenhofer und Hanns Sagmeister erbaut, Weihe 1722; mit Ausstattung. | D-1-87-156-40 | weitere Bilder |
| Kirchwald 118 (Standort) | Klause und ehemaliges Schulhaus                      | zweigeschossiger Satteldachbau mit teilweise verschindeltem Blockbau-Obergeschoss und Standerker, von Pater Casimir Weiß errichtet, bezeichnet 1716, Giebellaube erneuert. | D-1-87-156-41 | weitere Bilder |
| Kirchwald (Standort)     | Kruzifix                                             | farbig gefasste Holzskulpturen, Corpus Christi um 1720, Beifigur Maria später. | D-1-87-156-70 | weitere Bilder |

### Mailach
| Lage               | Objekt                      | Beschreibung | Akten-Nr.     | Bild |
| ------------------ | --------------------------- | --- | ------------- | ---- |
| Mailach (Standort) | Jagdhaus, sog. Heuberghütte | ehem. zu Schloss Neubeuern gehörig, eingeschossiger überkämmter Blockbau mit hohem Schopfwalmdach und Standerker, über Sockelgeschoss aus Stampfbeton mit Natursteinverkleidung, im alpenländischen Heimatstil, um 1899; zugehöriger Holzschuppen mit Satteldach, gleichzeitig. | D-1-87-156-85 | BW   |

### Mühlthal
| Lage                                          | Objekt             | Beschreibung | Akten-Nr.     | Bild               |
| --------------------------------------------- | ------------------ | --- | ------------- | ------------------ |
| Mühlthal 96; In Mühlthal; Mühlbach (Standort) | Ehemaliges Mühlgut | Wohnwirtschaftsgebäude der Mühle, zweigeschossiger Massivbau mit Flachsatteldach, Wohnteil mit Blockbau-Kniestock, Putzgliederung, Giebellaube und Balkon, Wirtschaftsteil mit unverputztem Bruchsteinsockel, bezeichnet 1776, Dach 1981 erneuert; Getreidemühle mit Ölschlag, Satteldachbau mit Bruchsteinmauerwerk, wohl 1. Hälfte 19. Jahrhundert, teils verschalter Holzständerbau, 1938; mit technischer Ausstattung von 1881; mit Wassergang, 1986 erneuert. | D-1-87-156-43 | Ehemaliges Mühlgut |

### Riedlberg
| Lage                                                    | Objekt                | Beschreibung | Akten-Nr.     | Bild |
| ------------------------------------------------------- | --------------------- | --- | ------------- | ---- |
| An der RO1, ca. 400 m nördlich von Riedlberg (Standort) | Heiligenhäuschen      | kleiner verputzter Satteldachbau, 18. Jahrhundert; mit Ausstattung.                                                                                             | D-1-87-156-46 | BW   |
| Riedlberg 75 (Standort)                                 | Ehemaliges Bauernhaus | Einfirsthof, zweigeschossiger Massivbau mit Flachsatteldach, umlaufender Laube und teilverschalter Giebellaube, bezeichnet 1743.                                | D-1-87-156-44 | BW   |
| Riedlberg 76 (Standort)                                 | Bauernhaus            | Einfirsthof, zweigeschossiger Massivbau mit Flachsatteldach, Laube, teilverschalter Giebellaube und Sohlbankgesims, Inntaler Typ mit stehenden Eckerkern, 1744. | D-1-87-156-45 | BW   |

### Schneebichl
| Lage                       | Objekt     | Beschreibung | Akten-Nr.     | Bild |
| -------------------------- | ---------- | --- | ------------- | ---- |
| Schneebichl 109 (Standort) | Bauernhaus | Giebel in Blockbauweise, 18. Jahrhundert, zweigeschossiger Wohnteil des Einfirsthofs mit dreiseitig umlaufender Laube, Giebellaube und stehendem Eckerker sonst durch Umbau 1975 erneuert. | D-1-87-156-47 | BW   |

### Sonnhart
| Lage                       | Objekt               | Beschreibung | Akten-Nr.     | Bild           |
| -------------------------- | -------------------- | --- | ------------- | -------------- |
| Sonnhart 82 (Standort)     | Bauernhaus           | zweigeschossiger Einfirsthof mit Flachsatteldach, unverputztem Bruchsteinmauerwerk, giebelseitigen Lauben und Kniestock, 1845, geschnitzte Haustür bezeichnet 1846. | D-1-87-156-48 | weitere Bilder |
| Sonnhart 82 1/2 (Standort) | Gasthaus Straßburger | schmaler dreigeschossiger und traufseitig erschlossener Massivbau mit Putzgliederung, Flachsatteldach und Galerie, 1856.                                            | D-1-87-156-49 | weitere Bilder |

### Steinach
| Lage                   | Objekt             | Beschreibung | Akten-Nr.     | Bild           |
| ---------------------- | ------------------ | --- | ------------- | -------------- |
| Steinach 68 (Standort) | Zugehöriges Zuhaus | teilverschalter Bruchsteinbau mit Flachsatteldach, 18. Jahrhundert, seitliche Anbauten jünger.                      | D-1-87-156-50 | weitere Bilder |
| Steinach 69 (Standort) | Bauernhaus         | Einfirsthof, zweigeschossiger unverputzter Bruchstein- und Klaubsteinbau mit Flachsatteldach und Giebellaube, 1828. | D-1-87-156-51 | weitere Bilder |

### Überfilzen
| Lage                     | Objekt                                  | Beschreibung | Akten-Nr.     | Bild           |
| ------------------------ | --------------------------------------- | --- | ------------- | -------------- |
| Überfilzen 2 (Standort)  | Zuhaus                                  | zweigeschossiger Flachsatteldachbau mit giebelseitiger Laube, gewölbtes Erdgeschoss mit Backofen und Darre, Firstpfette bez. 1829. | D-1-87-156-54 | BW             |
| Überfilzen 14 (Standort) | Bauernhaus                              | Einfirsthof, zweigeschossiger Massivbau mit vorstehendem Flachsatteldach, Giebellaube, Laube und teilverschaltem Wirtschaftsteil, 1744, geschnitzte Tür, Mitte 19. Jahrhundert | D-1-87-156-53 | weitere Bilder |
| Überfilzen 16 (Standort) | Ehemaliges Bauernhaus                   | Einfirsthof, zweigeschossiger Massivbau mit Flachsatteldach, Balusterlaube und verbretterter Giebellaube, 1745, ehemaliges Wirtschaftsteil zu Wohnzwecken ausgebaut. | D-1-87-156-58 | weitere Bilder |
| Überfilzen 19 (Standort) | Ehemaliger Bauernhof                    | Einfirsthof, zweigeschossiger Massivbau mit Flachsatteldach, zweiseitig umlaufender, verbretterter Laube und Hochlaube, 1743; ehemaliger zweigeschossiger Getreidekasten, im Obergeschoss Blockbau, 2. Hälfte 18. Jahrhundert, überbaut durch Schupfen mit Satteldach und teilverschalter Giebellaube, 2. Hälfte 18./19. Jahrhundert | D-1-87-156-57 | weitere Bilder |
| Überfilzen 26 (Standort) | ehemaliger Getreidekasten und Brennerei | erdgeschossiger Blockbau, zum Teil ausgemauert, mit Flachsatteldach und Giebellaube, 1766; davor hölzerne Obstpresse, 18. Jahrhundert | D-1-87-156-56 | BW             |

### Untersulzberg
| Lage                        | Objekt        | Beschreibung | Akten-Nr.     | Bild           |
| --------------------------- | ------------- | --- | ------------- | -------------- |
| Untersulzberg 97 (Standort) | Bergbauernhof | Bauernhaus, Einfirsthof, zweigeschossiger Flachsatteldachbau mit unverputztem Bruchsteinmauerwerk, Laube und Giebellaube, um 1840; Zuhaus, zweigeschossiger Flachsatteldachbau mit unverputztem Bruchsteinmauerwerk, verputztem Giebel und Laube, am First bezeichnet 1837. | D-1-87-156-59 | weitere Bilder |

### Urstall
| Lage                                | Objekt                | Beschreibung | Akten-Nr.     | Bild |
| ----------------------------------- | --------------------- | --- | ------------- | ---- |
| Urstall 66; Nähe Urstall (Standort) | Ehemaliges Bauernhaus | Einfirsthof, zweigeschossiger Massivbau mit Flachsatteldach, im Kern 17./18. Jahrhundert, Giebellaube und Laube mit Aussägearbeiten, Ende 19. Jahrhundert; Backofenhaus, eingeschossiger massiver Flachsatteldachbau, Kniestock in Blockbauweise, 1779. | D-1-87-156-60 | BW   |

### Windshausen
| Lage                                   | Objekt                       | Beschreibung | Akten-Nr.     | Bild           |
| -------------------------------------- | ---------------------------- | --- | ------------- | -------------- |
| westlich von Windshausen 84 (Standort) | Backhaus                     | kleiner Blockbau über Bruchsteinsockel mit Flachsatteldach, 18. Jahrhundert | D-1-87-156-62 | weitere Bilder |
| Windshausen 84 (Standort)              | Kleines Bauernhaus           | zweigeschossiger, verputzter Massivbau mit geschlepptem Flachsatteldach und Lauben an der Giebel- und Traufseite, bezeichnet 1799.                                                | D-1-87-156-63 | weitere Bilder |
| Windshausen 86 (Standort)              | Kath. Filialkirche Hl. Kreuz | Gedächtniskirche der Schiffsmeisterfamilie Hupfauf, barocker Saalbau mit chorartig angesetzter Sakristei, Klausnerwohnung und Dachreiter mit Zwiebelhaube, 1677; mit Ausstattung. | D-1-87-156-61 | weitere Bilder |
| Windshausen 86 1/2 (Standort)          | Zollhaus                     | zweieinhalbgeschossiger Massivbau mit Flachsatteldach, Putzgliederung und Segmentbogenfenstern, um 1850 als Bahnhof errichtet.                                                    | D-1-87-156-65 | weitere Bilder |

## Ehemalige Baudenkmäler
In diesem Abschnitt sind Objekte aufgeführt, die früher einmal in der Denkmalliste eingetragen waren, jetzt aber nicht mehr. Objekte, die in anderem Zusammenhang – also z. B. als Teil eines Baudenkmals – weiter eingetragen sind, sollen hier nicht aufgeführt werden. Aktennummern in diesem Abschnitt sind ehemalige, jetzt nicht mehr gültige Aktennummern.

| Lage                     | Objekt                      | Beschreibung | Akten-Nr.     | Bild |
| ------------------------ | --------------------------- | --- | ------------- | ---- |
| Bergen 73 (Standort)     | Wohnteil eines Bauernhauses | zweigeschossiger Massivbau mit Flachsatteldach, 1739 erbaut, stark erneuert, mit wohl bauzeitlichen barocken Fresken an der Fassade. | D-1-87-156-34 | BW   |
| Steinach 70 (Standort)   | Ehemaliges Bauernhaus       | Einfirsthof, zweigeschossiger Massivbau mit Flachsatteldach, Giebellaube und Laube, 18. Jahrhundert, Dachaufbau 1866.                | D-1-87-156-52 | BW   |
| Überfilzen 23 (Standort) | Bauernhaus                  | Einfirsthof, zweigeschossiger Massivbau mit Flachsatteldach, 1744, Balusterlaube und teilverschalte Giebellaube wohl erneuert.       | D-1-87-156-55 | BW   |